# نورثروب غرومان بي-21 رايدر

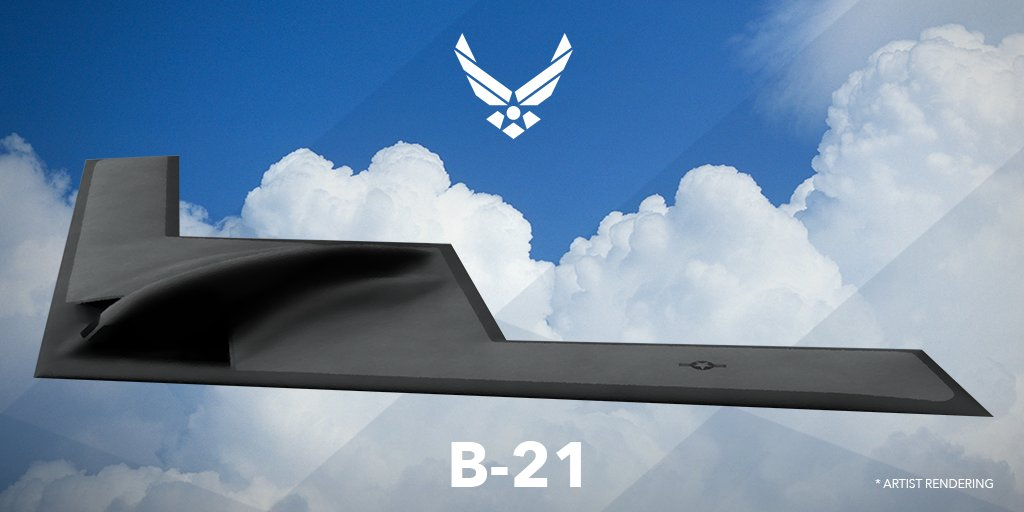
U.S. Air Force artist rendering of B-21 Raider

نورثروب غرومان بي-21 رايدر (Northrop Grumman B-21 Raider) هي قاذفة قنابل ثقيلة، قيد التطوير من قبل نورثروب غرومان. كجزء من برنامج قاذفات القنابل طويلة المدى (LRS-B)، والذي يشترط صنع قاذفة قنابل استراتيجية شبحية بعيدة المدى للقوات الجوية الأمريكية قادرة على حمل أسلحة تقليدية أو نووية حرارية.
وسوف تدخل الخدمة القتالية بحلول عام 2025 وستحل محل طائرة بي-1 لانسر وبي-52 ستراتوفورتريس المستخدمة حاليا في القوات الجوية الأمريكية.